# Бајтава
Бајтава (слч. Bajtava, мађ. Bajta) насељено је мјесто са административним статусом сеоске општине (слч. obec) у округу Нове Замки, у Њитранском крају, Словачка Република.

## Становништво
| Година:    | 1994. | 2004.   | 2014.   | 2024.   |
| ---------- | ----- | ------- | ------- | ------- |
| Број људи: | 428   | 388     | 405     | 384     |
| Разлика:   |       | -9,34 % | +4,38 % | -5,18 % |

| Година:    | 2023. | 2024.   |
| ---------- | ----- | ------- |
| Број људи: | 388   | 384     |
| Разлика:   |       | -1,03 % |

Према подацима о броју становника из 2011. године насеље је имало 408 становника.